# Haddonfield
Haddonfield é um distrito localizado no estado americano de Nova Jérsei, no Condado de Camden.

## Demografia
Segundo o censo americano de 2000, a sua população era de 11.659 habitantes.
Em 2006, foi estimada uma população de 11.515, um decréscimo de 144 (-1.2%).

## Geografia
De acordo com o United States Census Bureau tem uma área de
7,4 km², dos quais 7,3 km² cobertos por terra e 0,1 km² cobertos por água.

## Localidades na vizinhança
O diagrama seguinte representa as localidades num raio de 4 km ao redor de Haddonfield.